# Romeo Stancu
Romeo Constantin Stancu (* 11. Mai 1978 in Slatina, Kreis Olt) ist ein ehemaliger rumänischer Fußballspieler. Der Mittelfeldspieler bestritt 118 Spiele in der höchsten rumänischen Fußballliga, der Liga 1.

## Karriere
Die Karriere von Romeo Stancu begann bei Universitatea Craiova, wo er am 22. März 1997 zu seinen ersten Einsatz in der höchsten rumänischen Spielklasse, der Divizia A (heute Liga 1), kam. Es blieb sein einziges Spiel in der ersten Mannschaft von Uni Craiova. Im Sommer 1998 wechselte er zu AS Rocar Bukarest in die Divizia B (heute Liga II). Mit Rocar gelang ihm zwar der Aufstieg in die Divizia A, dort kam er aber nur noch zu einem Einsatz. Nach der Fusion des Vereins mit Fulgerul Bragadiru im Jahr 2000 spielte er in der zweiten Mannschaft des Klubs in der Divizia B. Nach der Lösung der Fusion ein Jahr später und dem Umzug von Fulgerul nach Bukarest blieb er dem Verein erhalten, der im Jahr 2002 als AEK Bukarest in die Divizia A aufstieg. Während der Saison hatte er sich zum Stammspieler entwickelt.
Nach dem Aufstieg siedelte er Verein nach Timișoara über und nannte sich fortan Politehnica AEK Timișoara. Stancu blieb AEK treu und konnte sich auf eine Liga höher durchsetzen. Im Jahr 2005 verließ er Timișoara und wechselte zum Ligakonkurrenten Rapid Bukarest. Nachdem er in der Saison 2005/06 nur in der Hälfte der Spiele zum Einsatz kam und den Pokalsieg errungen hatte, verletzte er sich im Sommer 2006 schwer und kam weder in der Saison 2006/07 noch in der Saison 2007/08 häufig zum Einsatz.
Im Jahr 2008 verließ Stancu Bukarest und wechselte zu Oțelul Galați, wo er wie schon zuvor bei Rapid kaum eingesetzt wurde. Seit März 2010 spielt er für Unirea Alba Iulia, wo er am Ende der Saison 2009/10 in die Liga II absteigen musste. Anschließend verließ er Alba Iulia zu CS Mioveni. Im Sommer 2011 beendete er seine Laufbahn.

## Erfolge
- Rumänischer Pokalsieger: 2006, 2007
- Rumänischer Vizemeister: 2006
- Aufstieg in die Liga 1: 1999, 2002